# Jarosław Lato
Pour les articles homonymes, voir Lato.
Jarosław Lato, né le 17 juin 1977 à Świdnica, est un footballeur polonais. Il est milieu de terrain.
Il n'a aucun lien de parenté avec Grzegorz Lato.

## Clubs
- 1995-1997 :  Lechia Dzierżoniów
- 1998-2002 :  Śląsk Wrocław
- 2002-2005 :  RKS Radomsko
- 2005-2006 :  Widzew Łódź
- 2006-2008 :  Dyskobolia
- 2008-2010 :  Polonia Varsovie
- 2010-2011 :  Jagiellonia Białystok
- 2011-2014 :  Polonia/Sparta Świdnica

## Palmarès
- Vainqueur de la Coupe de Pologne : 2007, 2010
- Vainqueur de la Supercoupe de Pologne : 2010
- Vainqueur de la Coupe de la Ligue de Pologne : 2007 et 2008